# Droit disciplinaire en France
Pour les articles homonymes, voir Discipline.
En droit français, le droit disciplinaire est la branche du droit qui fixe les règles de sanction des comportements fautifs commis par des personnes au sein d'un groupe de personnes ayant la même qualité.

## Considérations générales

### Éléments communs au droit disciplinaire
Le droit disciplinaire comprend quatre éléments : 
- un ensemble de sanctions disciplinaires définies au préalable ;
- l'existence d'une faute disciplinaire ;
- une autorité chargée d'infliger la sanction disciplinaire ;
- une procédure disciplinaire.

Le droit disciplinaire est généralement rattaché au droit administratif, mais il comporte aussi des éléments relevant du droit privé et du droit pénal.
Le droit disciplinaire doit respecter le principe des droits de la défense. Cela implique que la personne mise en cause soit au minimum informée, et qu'elle est généralement invitée à présenter sa défense par écrit ou par oral.
En outre, la plupart des procédures disciplinaires prévoient que la personne puisse être assistée, suivant les cas : 
- d'un avocat ;
- d'un pair (confrère, condisciple, ...) ;
- d'un membre de sa famille.

Enfin, constituant une décision faisant grief, une sanction disciplinaire doit toujours être motivée.

### Principes du droit disciplinaire
Des garanties s'appliquent à la plupart des garanties disciplinaires. En particulier le principe du contradictoire, qui suppose l'accès aux pièces du dossier et la possibilité de présenter ses observations en défense.
Le juge français a également retenu l'application du droit au silence en matière disciplinaire, faisans suite à  une décision n° 2023-1074 QPC du 8 décembre 2023, par laquelle le Conseil constitutionnel a jugé qu’il résulte de l’article 9 de la Déclaration des droits de l’homme et du citoyen du 26 août 1789 le principe selon lequel nul n’est tenu de s’accuser, dont découle le droit de se taire. Cette jurisprudence a été reprise par le Conseil d'Etat.

### Différences au sein du droit disciplinaire
Le droit disciplinaire s'appliquant à des personnes très différentes, il présente d'importantes variantes.
C'est notamment le cas pour l'instance disciplinaire. Il existe généralement un groupe de personnes, appelé conseil de discipline ou commission de discipline, dont une partie au moins des membres sont des pairs des personnes susceptibles d'être déférées devant lui, et sont généralement élues au sein du groupe. Ce n'est toutefois pas le cas pour les détenus.
Certaines instances comprennent exclusivement ou presque exclusivement des pairs, tandis que dans d'autres ces pairs sont en minorité.
Mais surtout, la qualité et le rôle de ces instances n'est pas le même : 
- soit l'instance a un rôle consultatif, et c'est à l'autorité administrative de prononcer la sanction après que la commission s'est prononcée ;
- soit l'instance décide elle-même et acquiert alors la qualité de juridiction.

Dans le premier cas, la saisine de la commission n'est obligatoire que pour infliger les sanctions les plus graves. Dans les autres cas, la réunion du conseil de discipline est indispensable.
Le nombre, la nature et l'étendue des sanctions qui peuvent être prononcées varient en fonction des procédures et des qualités des personnes. Toutefois, la sanction la plus faible prend en général le nom d'avertissement. Les sanctions peuvent être temporaires ou permanentes, et peuvent aller, pour les professionnels, jusqu'à l'interdiction d'exercer.

### Droit disciplinaire et droit pénal
Le droit disciplinaire et le droit pénal ont en commun de sanctionner des comportements considérés comme portant atteinte à la communauté.
Certains éléments de procédure pénale sont repris dans la procédure disciplinaire, notamment le respect des droits de la défense.
Le droit pénal comme le droit disciplinaire respectent le principe nulla poena sine lege (« aucune peine sans loi ») : de même que les sanctions pénales, les sanctions disciplinaires ne peuvent être prononcées que si elles sont expressément prévues par un texte.
En revanche, alors que le droit pénal applique le principe nullum crimen sine lege (« aucune incrimination sans loi »), le droit disciplinaire sanctionne tout acte portant atteinte au bon fonctionnement du groupe ou du service ou portant tort à la profession tout entière.
Le droit pénal et le droit disciplinaire appliquent chacun de son côté la règle non bis in idem, selon laquelle on ne peut être condamné deux fois pour le même fait, ce qui exclut les cas de récidive ou de persistance du comportement fautif après une première sanction, comme en matière d'infraction continue.
En revanche, le droit pénal et le droit disciplinaire étant indépendants, la règle non bis in idem ne fait pas obstacle à ce qu'un même comportement puisse être sanctionné à la fois pénalement et sur le plan disciplinaire. Il n'y a pas non plus d'obligation à ce qu'un comportement fautif soit sanctionné deux fois : une faute peut très bien entraîner une condamnation au pénal sans donner lieu à sanction disciplinaire, l'inverse étant également possible. Toutefois, la sanction disciplinaire est suspendue le temps que la juridiction pénale statue.
Comme les sanctions pénales, les sanctions disciplinaires peuvent, en vertu d'une loi, être éteintes par l'amnistie.

## Droits disciplinaires spéciaux
Le droit disciplinaire se décline différemment selon qu'il s'applique à telle ou telle catégorie de la population.

### Domaine de l'enseignement

#### Enseignement secondaire
Les élèves de l'enseignement secondaire peuvent être traduits devant une émanation du conseil d'administration de leur collège ou de leur lycée, constitué en conseil de discipline.
Dans les établissements publics, le Conseil de discipline peut prononcer différentes sanctions pouvant aller jusqu'à l'exclusion définitive. Les sanctions moins graves sont prononcées directement par le chef d'établissement pouvant aller jusqu'à huit jours d'exclusion.
Les sanctions disciplinaires sont au nombre de six, par ordre croissant de sévérité :
- l’avertissement ;
- le blâme ;
- la mesure de responsabilisation ;
- l’exclusion temporaire de la classe (maximum 8 jours) ;
- l’exclusion temporaire de l’établissement ou de l’un de ses services annexes, inférieure à 8 jours ;
- l’exclusion définitive de l’établissement ou de l’un de ses services annexes.

Les sanctions les plus graves peuvent être assorties d’un sursis à leur exécution, période durant laquelle la sanction n’est pas appliquée s’il n’y a pas de récidive de la part de l’élève. Les sanctions, « fermes » ou avec sursis, sont inscrites au dossier administratif de l’élève. La durée de l’effacement dépend de la gravité de la sanction.
Chaque élève a droit à avoir accès à son dossier avant la réunion du conseil de discipline.
Lorsqu’une sanction d’exclusion définitive est prononcée à l’encontre d’un élève de moins de 16 ans, le rectorat doit être informé afin de procéder immédiatement à son inscription dans un autre établissement (ou à défaut dans un centre d’enseignement par correspondance. Il est possible également, « compte tenu des circonstances ayant conduit à l’exclusion définitive de l’élève et des besoins spécifiques de ce dernier », d'inscrire temporairement l’élève dans une classe relais.
Leurs décisions peuvent être contestées devant le recteur d'académie, qui se prononce après avis d'une commission académique. Le délai d'appel est de 8 jours.
La nouvelle décision peut être déférée devant la justice administrative de droit commun (tribunal administratif). Ces dernières juridictions exerçant un contrôle de « pleine juridiction » et présentant les garanties requises par l'article 6 de la Convention européenne des droits de l'homme, la procédure administrative ne peut pas être contestée sur le fondement de cet article.

Dans les établissements privés, seul le règlement intérieur est applicable. Il n' y a pas de droit d'être assisté d'un avocat sauf si cela est prévu dans le règlement intérieur (Cour de cassation, 11 janvier 2017 (n° de pourvoi: 15-28581). Les sanctions prises par les établissements privés peuvent être contestées devant le juge judiciaire.

#### Enseignement supérieur
Les étudiants de l'enseignement supérieur public et, dans certains cas, de l'enseignement supérieur privé, sont soumis aux sections disciplinaires issues des conseils académiques des universités et des autres établissements publics à caractère scientifique, culturel et professionnel. Ces sections constituaient jusqu'en 2020 des juridictions universitaires du premier degré, la juridiction du second degré étant le Conseil national de l'enseignement supérieur et de la recherche (CNESER). Les décisions des sections disciplinaires font désormais l'objet de recours de droit commun.
Jusqu'à la réforme de mai 2012, les candidats au baccalauréat relevaient eux aussi de ces sections disciplinaires. Ils sont maintenant jugés par une commission de discipline du baccalauréat. Les sanctions pour la fraude commise dans le cadre du baccalauréat sont définies à l’article D. 334-32 du code de l’éducation.  Il s’agit du blâme, de la privation de mention, et de l’interdiction de subir tout examen conduisant à l’obtention du baccalauréat pour une durée maximum de cinq ans.

#### Enseignants
Les enseignants-chercheurs relèvent aussi des sections disciplinaires, avec possibilité d'examen en appel par le CNESER. Toutefois, pour les enseignants-chercheurs hospitaliers, il existe une juridiction distincte, la juridiction disciplinaire des membres du personnel enseignant et hospitalier.
Les enseignants du privé et les directeurs des établissements privés sont susceptibles d'être sanctionnés pour les fautes qu'ils peuvent commettre. Ces sanctions étaient confiées aux conseils académiques de l'Éducation nationale agissant comme juridictions spécialisées, avec appel possible devant le conseil supérieur de l'éducation.
Depuis la réforme du 1er septembre 2015, les sanctions sont infligées par le recteur d'académie après un avis du Conseil académique de l'Éducation nationale. La décision du recteur peut faire l'objet d'un recours pour excès de pouvoir.

### Agents publics
Les fonctionnaires stricto sensu peuvent encourir des sanctions disciplinaires, pouvant aller jusqu'à la révocation, qui met fin à la qualité de fonctionnaire. Sont également prévus des abaissements d'échelon voire des rétrogradations (retour à la classe ou au grade inférieur), ou encore, pour les plus âgés, la mise à la retraite d'office.
Pour les sanctions les plus graves, la consultation d'un conseil de discipline est obligatoire. Le conseil de discipline est la commission administrative paritaire.
Avant la loi no 2019-628 du 6 août 2019, le dossier pouvait être réexaminé, dans le cas des sanctions les plus lourdes, par une commission de recours. Pour la fonction publique d'État et la fonction publique hospitalière, cette commission était issue du conseil supérieur de la fonction publique considérée. Pour la fonction publique territoriale, la commission de recours est départementale ou inter-départementale.
Certains corps relèvent de règles particulières. C'est le cas des enseignants-chercheurs (voir plus haut). C'est aussi celui des magistrats de l'ordre administratif, pour lesquels la discipline des membres est assurée par des commissions composées de magistrats administratifs, la communication consultative du Conseil d'État, le conseil supérieur des tribunaux administratifs et des cours administratives d'appel, le conseil supérieur de la Cour des comptes et le conseil supérieur des chambres régionales des comptes.
Les magistrats de l'ordre judiciaire disposent de garanties particulières d'indépendance. La discipline des magistrats du siège est assurée par une instance collégiale, le conseil supérieur de la magistrature. Celle des magistrats du parquet est assurée après consultation du Conseil supérieur de la magistrature, mais la décision revient au garde des sceaux.
Les militaires soumis au statut général des militaires peuvent faire l'objet de procédures et de sanctions disciplinaires. Leur régime disciplinaire est complexe : 
- les sanctions sont, selon le cas, infligées par des autorités de 1er, de 2e ou de 3e niveau ;
- la composition du conseil de discipline varie d'un grade à l'autre : le nombre de membres s'élève à mesure que l'on monte dans la hiérarchie, et la composition précise change en fonction des grades ;
- il existe deux ordres de sanctions : les sanctions disciplinaires proprement dit, et les sanctions professionnelles ;
- le nombre des sanctions est très élevé et comprend des sanctions qui n'ont pas d'équivalent dans les autres cadres disciplinaires, comme le « blâme du ministre ».

### Professions réglementées
Les professions réglementées, professions libérales et d'officiers ministériels, assurent la discipline de leurs membres. Ce sont des organes issus des ordres professionnels qui exercent généralement ce rôle. Suivant les professions, les formations disciplinaires de première instance peuvent avoir un ressort départemental ou régional, celles de deuxième instance, lorsqu'elles existent, un ressort régional ou national.
Pour les auxiliaires de justice (avocats, notaires, commissaires de justice...), les instances disciplinaires issues de l'ordre statuent au premier degré. Les éventuels recours sont portés devant la juridiction disciplinaire du second degré lorsqu'elle existe ou, sinon, devant la cour d'appel pour les avocats, devant le Conseil d'État pour les avocats aux conseils ayant commis un manquement devant le Tribunal des conflits ou une juridiction de l'ordre administratif, et devant la Cour de cassation dans les autres cas. Dans ces hypothèses, le Conseil d'État et la Cour de cassation statuent en fait et en droit.
Les sections disciplinaires des ordres professionnels des professions médicales et paramédicales (médecins, pharmaciens, sages-femmes, infirmiers, vétérinaires) et des architectes sont des juridictions administratives relevant, en cassation, du Conseil d'État.

### Marine marchande
Les capitaines, officiers et matelots de la marine marchande, les passagers et toute personne se trouvant, de manière régulière, irrégulière (passager clandestin) ou exceptionnelle (naufragé) à bord d'un navire de la marine marchande sont soumis à la discipline de la marine marchande. Initialement contenues dans le code disciplinaire et pénal de la marine marchande, les dispositions disciplinaires ont fait ensuite l'objet du décret no 60-1193 du 7 novembre 1960, étant donné que la matière est du domaine règlementaire avec la Constitution de 1958. En 2018, ce décret est abrogé et remplacé par de nouvelles dispositions inscrites aux titres II et III du livre V de la cinquième partie du code des transports.
Compte tenu de l'isolement que constitue une communauté de vie en mer, le code disciplinaire et pénal de la marine marchande, partiellement codifié au sein du code des transports, donne au capitaine un important pouvoir pour engager les poursuites, procéder aux enquêtes nécessaires et même prendre des mesures conservatoires voire des sanctions à l'égard des contrevenants.
Les militaires qui se trouveraient sur un navire de commerce sont, s'ils font partie des forces armées françaises, soumis au droit commun de la discipline militaire (voir précédemment). S'il s'agit de militaires étrangers, ils ne peuvent faire l'objet de sanctions disciplinaires, mais peuvent être soumis à la justice militaire. Sur un navire de guerre, seules les règles de la discipline militaire et de la justice militaire s'appliquent, quelle que soit la qualité des contrevenants.

### Sportifs
Dans le cas des sportifs, le droit disciplinaire touche à la fois au droit privé et au droit public. Les fédérations sportives sont des associations, soumises au droit privé. Elles sont toutefois tenues d'exercer un rôle disciplinaire en vertu de la loi (code du sport, art. L.232-21). Les règlements intérieurs des fédérations doivent prévoir l'existence de deux degrés d'instances disciplinaires.
L'Agence française de lutte contre le dopage exerce aussi un rôle disciplinaire en vertu de l'article L.232-22 du même code.

### Détenus
Les personnes détenues dans les prisons françaises peuvent faire l'objet de sanctions disciplinaires. Le régime disciplinaire est établi par le titre III du livre II du code pénitentiaire, et notamment sa partie réglementaire.
La commission disciplinaire (ou « prétoire ») est présidée par le directeur et composée de cadres et de surveillants.
Les fautes disciplinaires sont réparties en trois degrés et les sanctions peuvent aller jusqu'au placement en cellule disciplinaire pour 30 jours.